# Željko Zagorac
Želimir Zagorac, detto Željko (Gospić, 9 marzo 1981), è un ex cestista sloveno.
Ha un fratello minore, Saša, anch'egli cestista.

## Palmarès
- Campionato sloveno: 1

Helios Domžale: 2015-16
- Coppa di Slovenia: 3

Union Olimpija: 2001, 2003, 2012
- Alpe Adria Cup: 1

Helios Domžale: 2015-16